# Sedalia (Karolina Północna)
Sedalia – miasto w Stanach Zjednoczonych, w stanie Karolina Północna, w hrabstwie Guilford.